# Figlie di Maria di Saint-Denis
Le Figlie di Maria di Saint-Denis (in francese Filles de Marie de Saint-Denis) sono un istituto religioso femminile di diritto pontificio: le suore di questa congregazione pospongono al loro nome la sigla F.D.M.

## Storia
Le Figlie di Maria vennero fondate a Rivière-des-Pluies, sull'isola di Riunione, dal missionario spiritano francese Frédéric Levavasseur (1811-1882) per l'evangelizzazione degli schiavi neri liberati nel 1848: il 19 maggio 1849 le prime quattordici postulanti ricevettero l'abito religioso dando formalmente inizio alla nuova famiglia religiosa.
Dopo sei mesi dalla fondazione Levavasseur venne richiamato in patria e la superiora della comunità, Aimée Pignolet de Fresne (in religione madre Maria Maddalena della Croce), rimase sola a gestire l'opera ed estese l'apostolato delle sue suore all'assistenza e all'educazione degli orfani e degli abbandonati.
Florian-Jules-Félix Desprez, vescovo della Diocesi di Saint-Denis-de-La Réunion, eresse la fraternità in istituto di diritto diocesano il 4 luglio 1851: la congregazione ricevette il pontificio decreto di lode il 28 gennaio 1891 e le sue costituzioni vennero approvate definitivamente dalla Santa Sede il 12 dicembre 1948.

## Attività e diffusione
Le Figlie di Maria si dedicano a varie opere di assistenza e promozione umana.
Sono presenti in Francia, Madagascar, Tanzania, alle Seychelles e nelle isole di Riunione, Mauritius e Rodrigues: la sede generalizia è a Saint-Denis (Riunione).
Al 31 dicembre 2005 l'istituto contava 322 religiose in 51 case.